# Erich Fischer (Physiker)
Erich Horst Fischer (* 3. Juli 1910 in Allenstein, Ostpreußen; † 10. Oktober 1969 in Hamburg) war ein deutscher Experimentalphysiker, der sich mit der Konstruktion von Kernreaktoren beschäftigte.
Fischer studierte von 1929 bis 1935 Physik an der Universität Bonn, der Universität München und der Friedrich-Wilhelms-Universität Berlin. Er promovierte 1935 in Berlin unter Walther Nernst und A. Deubner. Von 1935 bis 1936 war er dort Lehrassistent von Walter Friedrich. 1937 wechselte er an das Kaiser-Wilhelm-Institut für Physik, wo er Forschungsassistent von Peter Debye und Werner Heisenberg wurde. Im Jahr 1939 schloss er seine Habilitation ab, 1942 wurde er dann Privatdozent an der Friedrich-Wilhelms-Universität Berlin.
Als Mitglied des Uranprojekts (1939–1945) half er die Rate der Neutronenmultiplikation in heterogenen Uran-Moderator-Kombinationen zu bestimmen. Im Rahmen dieser Tätigkeit veröffentlichte er fünf Artikel in den als streng geheim klassifizierten Kernphysikalischen Forschungsberichten. 1944 wechselte er im Zuge der Auslagerung des Kaiser-Wilhelm-Instituts für Physik nach Hechingen in die Hohenzollernschen Lande. Dort war er insbesondere an der Konstruktion des Forschungsreaktors Haigerloch beteiligt.
Nach Kriegsende half er, den Hechinger Teil des Kaiser-Wilhelm-Instituts für Physik wieder aufzubauen. 1948 wurde er Dozent für Experimentalphysik an der Universität Tübingen, zwei Jahre später wurde er dort auch außerordentlicher Professor. Im Jahr 1951 wurde er zum ordentlichen Professor an der Universität Ankara ernannt. Von 1956 an war er am neu gegründeten GKSS-Forschungszentrum in Geesthacht angestellt, wo er Materialforschungen zur Konstruktion von Kernreaktoren durchführte.